# Navelmussling
Navelmussling (Lentinellus flabelliformis) är en svampart som först beskrevs av James Bolton, och fick sitt nu gällande namn av Seiya Ito 1959. Navelmussling ingår i släktet Lentinellus och familjen Auriscalpiaceae.  Arten är reproducerande i Sverige. Inga underarter finns listade i Catalogue of Life.